# Institut Arbeit und Wirtschaft
Das Institut Arbeit und Wirtschaft (iaw) ist ein Forschungsinstitut der Universität Bremen, welches 2001 in Kooperation mit der Arbeitnehmerkammer Bremen gegründet wurde. Gegenüber einem klassischen universitären Forschungsinstitut, welches i. d. R. in die Scientific Community zu wirken beabsichtigt, hat das iaw zusätzlich einen direkten gesellschaftlichen Auftrag, nämlich die Situation von Arbeitnehmern nachhaltig zu verbessern.

## Geschichte
Am 27. Juli 1971 schlossen die Universität Bremen und die Arbeiterkammer Bremen (jetzt Arbeitnehmerkammer Bremen) einen Kooperationsvertrag zur Zusammenarbeit im Bereich der Arbeiterbildung. Das Ziel des Vereinbarung war es, arbeitsbezogene Forschung zu initiieren, einen Wissenschaftstransfer in die Arbeitswelt zu leisten und wissenschaftliche Weiterbildung für Arbeiter anzubieten. Diese Initiative trug den Namen Kooperationsbereich Universität-Arbeiterkammer (KUA) und nahm im Jahr 1972 seine Arbeit auf. In Folge ist hieraus das Institut Arbeit und Wirtschaft (iaw) und das Zentrum für Arbeit und Politik (zap) hervorgegangen.
Das Institut Arbeit und Wirtschaft (iaw) wurde 2001 gegründet und wird von der Arbeitnehmerkammer Bremen und der Universität Bremen in gemeinsamer Trägerschaft betrieben. Als interdisziplinäres, wirtschafts- und sozialwissenschaftliches Forschungsinstitut liegt der Schwerpunkt des Instituts auf die Auswirkungen des gesellschaftlichen Wandels auf Arbeitnehmer. Gründungsdirektor des Instituts war Rudolf Hickel. Zwischen 2009 und 2019 wurde das iaw von Günter Warsewa geleitet und seit 2019 ist Irene Dingeldey die Direktorin des Instituts.
Die wissenschaftliche Ausrichtung des Forschungsprogramms wird durch die Sitzung der Forschungsleiter, durch den Verwaltungsrat, bestehend aus der Kanzlerin der Universität Bremen, dem Hauptgeschäftsführer der Arbeitnehmerkammer Bremen und der Direktorin des iaw, und durch die aus drei Personen bestehende Gutachter-Gruppe bestimmt. Alle fünf Jahre führt das Institut eine Evaluation seiner Arbeit durch; der letzte Evaluationsbericht wurde 2021 veröffentlicht.

## Forschung
Das iaw beschäftigt um die 30 Wissenschaftler, die sich auf 22 Vollbeschäftigtenäquivalente verteilen. Bei seiner Gründung war es in sieben Forschungseinheiten mit jeweils einer eigenständigen Leitung organisiert. Diese Einheiten wurden im Jahr 2006 zu vier Forschungseinheiten gebündelt und 2015 nochmals auf nunmehr drei Forschungseinheiten reduziert, nämlich:
- Wandel der Arbeitsgesellschaft
- Perspektiven nachhaltiger Beschäftigungsfähigkeit
- Regionalentwicklung und Finanzpolitik[4][9]

Das iaw nimmt den Blickwinkel von Arbeitnehmern ein und fragt nach den Gestaltungsmöglichkeiten von Arbeit in einer zunehmend komplexer werdenden Umwelt. Im Zentrum stehen dabei die Arbeitsbedingungen von Arbeitnehmern und deren Wandel im Verlauf von wirtschaftlichen und sozialen Veränderungen. Die Arbeit des iaw umfasst Grundlagen und angewandte Forschung, Wissenstransfer und wissenschaftlich beratenden Dienstleistungen (Gutachten, Evaluation). Im Jahr 2021 listete das iaw 18 laufende und 307 abgeschlossene Forschungsprojekte auf seiner Homepage auf. Bei den Projekten handelt es sich in der Regel um Drittmittelprojekte, die durch Fördergeber finanziert wurden. Die Drittmittelquote liegt bei ca. 60 Prozent; d. h. 60 Prozent der finanziellen Aufwendungen des Instituts im Jahr wird durch externe Fördergelder gedeckt.
Das Institut veranstaltet ein monatlich stattfindendes iaw-Colloquium, bei welchem Fachvorträge von internen und externen Forscher gehalten werden. Darüber hinaus gibt das Institut die iaw-Schriftenreihe heraus, in welcher bis zum Jahr 2021 insgesamt 31 Bände erschienen sind. Es existiert ebenfalls eine weitere Schriftenreihe mit dem Titel Arbeit und Wirtschaft in Bremen, hier sind 36 Arbeits-/Diskussionspapier erschienen (bis 2021).
Das iaw war einer der 43 Zukunftsorte der Initiative Wissenschaftsjahr 2018 – Arbeitswelten der Zukunft des Bundesministerium für Bildung und Forschung (BMBF).

## Rezeption
Eine eigenständige überregionale Bedeutung in der Forschung erlangte das Institut Arbeit und Wirtschaft vor allem durch die Durchführung von Studien und deren Veröffentlichung über die medial berichtet wurde. Nachfolgend sind Beispiele für am Institut realisierte Studien bzw. Forschungsprojekte zu einzelnen Forschungsthemen und deren überregionale Berichterstattung aufgeführt:
- Entwicklung der Beschäftigung in der Sozialwirtschaft im Land Bremen (2019). Eine Studie des iaw zeigte, dass kaum eine Branche in Bremen so schnell wächst wie die Sozialwirtschaft. Zugleich steigt in dem Sektor aber auch die Zahl der Teilzeit- und Minijobs und die Einkommen sind unterdurchschnittlich. Über dieses Ergebnis wurde 2019 in dem Artikel Eine unsoziale Branche in der taz und in einem Artikel im Weser Kurier ausführlich berichtet.[14][15]
- Pflegeberufe und Pflegereform. Ein Ziel der Pflegereform (2019/2020) war es die Ausbildung in Pflegeberufen attraktiver zu machen. Laut einer Studie des iaw, bei welchem Behörden, Verbände, Gewerkschaften und Pflegeschulen befragt wurden, ist dies aber nicht gelungen. Über die Studienergebnisse wurde beispielsweise in der taz berichtet.[16][17] Auch über die besonders schwierige Situation von Pflegekräften mit Migrationshintergrund nahm das iaw Stellung, was in einem Artikel im Spiegel aufgegriffen wurde.[18]
- Stadtentwicklung und Stadtplanung. Über eine Studie des zu einer „zeitgerechten Stadt“, d. h. Stadtplanung unter besonderer Berücksichtigung der Zeitabläufe ihrer Bewohner, wurde 2014 in Der Standard berichtet.[19]
- Chancen und Risiken des Tiefseebergbaus (2018). Das iaw untersuchte im Rahmen einer empirischen Studie die Chancen und Risiken des Tiefseebergbaus für Deutschland. Dazu wurden 500 Akteure aus der Wirtschaft, von Interessenverbänden der Industrie, der Politik und Wissenschaft zum Stand und zu den Perspektiven des Tiefseebergbaus befragt. Die Fachzeitschrift Schiff & Hafen berichtete in einer Ausgabe im Jahr 2019 über die wesentlichen Studienergebnisse; auch in einem Artikel in der taz wurde auf die Studie Bezug genommen.[20][21]
- Vernetzungsstrukturen und Einflussmöglichkeiten der Bauern (2012, 2019; Auftraggeber: Nabu). In der iaw-Studie Verflechtungen und Interessen des Deutschen Bauernverbandes aus dem Jahr 2019 wurden im Zeitraum von 2013 bis 2018 die Vernetzungen von über 90 Akteuren und 75 Institutionen ausgewertet und in Netzwerkkarten visualisiert. Hierüber berichtet u. a. abgeordnetenwatch.de[22], Telepolis,[23] Süddeutsche Zeitung,[24] GEO[25] und die Frankfurter Rundschau[26] jeweils in einem Artikel. Darüber hinaus wurde die Studie auch in Beiträgen in Fachzeitschriften aufgegriffen, beispielsweise im Wochenblatt für Landwirtschaft & Landleben[27] und in der Agrarzeitung.[28] Eine besonders hohe öffentliche Wahrnehmung erhielt die iaw-Studie aber vor allem durch die 2019 ausgestrahlte 44-minütige ARD-Dokumentation Gekaufte Agrarpolitik. Wie Industrie und Agrarlobby durchregieren von Valentin Thurn und Tatjana Mischke, bei der sie ausführlich thematisiert wurde und zugleich als Recherchegrundlage des Beitrags diente.[29]
- Beschäftigungssituation im Schiffbau in Deutschland (2005/2014; Auftraggeber u. a. Agentur für Struktur- und Personalentwicklung). Das iaw hat verschiedene Studien zur besonderen Beschäftigungssituation im Schiffbau in Deutschland durchgeführt und hier auch vor möglichen negativen Entwicklungen gewarnt (u. a. im Hinblick auf prekär Beschäftigte). Dies wurde in zahlreichen Zeitungsartikeln aufgegriffen, beispielsweise in einem Artikel in der Welt,[30] im Hamburger Abendblatt,[31][32] und in der Frankfurter Rundschau.[33] Ergebnisse der Studien fanden auch Eingang in den politischen Diskurs.[34]

Neben den genannten Studien zu einzelnen Forschungsfeldern des iaw, führt das Institut auch Untersuchungen für politische Institutionen durch und leistet so einen Beitrag zur politischen Willensbildung. In diesem Sinne bildet eine Untersuchung des iaw für die Landesregierung Rheinland-Pfalz die Grundlage für deren Armuts- und Reichtumsbericht 2020.
Eine besondere Außenwirkung für das Institut entwickelte sein ehemaliger Direktor, Rudolf Hickel, der nach wie vor zu aktuellen gesellschaftspolitischen Themen Stellung nimmt und als Affiliation das Institut Arbeit und Wirtschaft angibt. Er zählt laut einem Beitrag im Deutschlandfunk zu den profiliertesten Volkswirten und Finanzwissenschaftlern Deutschlands. Entsprechend listet die GBI-Genios Datenbank WISO im Jahr 2021 für die Suchanfrage "Rudolf Hickel" "Arbeit und Wirtschaft" Bremen für den Zeitraum 2002 bis 2021 insgesamt 365 Zeitungsartikel (u. v. a. in der Frankfurter Rundschau, der Zeit, n-tv, Deutschlandfunk, Fokus Online).

## Publikationen (Auswahl)
Fast alle Bücher der iaw-Schriftenreihe finden sich als Volltext auf der Homepage des Instituts, die letzten zehn Veröffentlichungen waren:
- Janis Ewen, Heiner Heiland, Martin Seeliger: Dynamiken autonomer Arbeitskonflikte im digitalen Kapitalismus. Der Fall ‚Gorillas‘, Schriftenreihe Institut Arbeit und Wirtschaft Band 33, 2022.
- Marvin Hopp, Johannes Kiess, Wolfgang Menz, Martin Seeliger: „Social Partnership Revival“ - The Framing of the Covid-19-Crisis in the German metal sector, Band 32, 2022.
- Vivien Barlen, André Holtrup: Leistungsverdichtung als Gestaltungsfeld kollektiver Arbeitsbeziehungen, Band 31, 2021.
- Cora Zenz, Guido Becke: „Fertig wird man eigentlich nie“ – Zeitpraktiken und -wünsche von Pflegekräften zur Interaktionsarbeit, Band 30, 2020.
- Britta Busse, Thalia Hirsch: The importance of subjective measurements in child and youth well-being studies, Band 29, 2020.
- Andreas Friemer, Günter Warsewa: Struktur und Entwicklungsperspektiven der IT Branche im Land Bremen, Band 28, 2020.
- Antje Bollen, Manuel Antje, André W. Heinemann, Guido Nischwitz: Plattformökonomie in Bremen: Hintergründe und ökonomische Perspektiven „moderner“ Erwerbstätigkeit, Band 27, 2020.
- Rebecca Kludig: Die Gesundheit von Pflegekräften in der ambulanten Pflege: Einfluss von arbeitsvor- und -nachbereitenden Kommunikationsstrukturen, Band 26, 2019.
- Ivo Mossig, Günter Warsewa, Kevin Wolnik, Fabian Fortmann, Jessica Bas: Studentisches Wohnen in Bremen und Bremerhaven, Band 25, 2018.
- Peter Bleses et al.: Das Verbundprojekt KOLEGE: Interagieren, koordinieren und lernen. Chancen und Herausforderungen der Digitalisierung in der ambulanten Pflege, Band 24, 2018.
- Guido Nischwitz, René Böhme, Fabian Fortmann: Kommunale Wirtschaftsförderung in Bremen – Handlungsrahmen, Programme und Wirkungen, Band 23, 2017.
- Tobias Peters: Die fiskalischen Kosten der Minijobs, Band 22, 2017.